# Lamkowo (gromada)
Lamkowo – dawna gromada, czyli najmniejsza jednostka podziału terytorialnego Polskiej Rzeczypospolitej Ludowej w latach 1954–1972.
Gromady, z gromadzkimi radami narodowymi (GRN) jako organami władzy najniższego stopnia na wsi, funkcjonowały od reformy reorganizującej administrację wiejską przeprowadzonej jesienią 1954 do momentu ich zniesienia z dniem 1 stycznia 1973, tym samym wypierając organizację gminną w latach 1954–1972.
Gromadę Lamkowo z siedzibą GRN w Lamkowie utworzono – jako jedną z 8759 gromad na obszarze Polski – w powiecie olsztyńskim w woj. olsztyńskim na mocy uchwały nr 21 WRN w Olsztynie z dnia 4 października 1954. W skład jednostki weszły obszary dotychczasowych gromad Derc, Lamkowo, Lamkówko i Radosty ze zniesionej gminy Lamkowo w tymże powiecie. Dla gromady ustalono 14 członków gromadzkiej rady narodowej.
1 stycznia 1960 do gromady Lamkowo włączono obszar zniesionej gromady Kronowo w tymże powiecie.
31 grudnia 1961 do gromady Lamkowo włączono wsie Kołaki i Próle ze zniesionej gromady Wipsowo w tymże powiecie.
31 grudnia 1967 do gromady Lamkowo włączono część obszaru wsi Lamkowo (51 ha) z gromady Tuławki w tymże powiecie.
Gromada przetrwała do końca 1972 roku, czyli do kolejnej reformy gminnej.